# Staniza

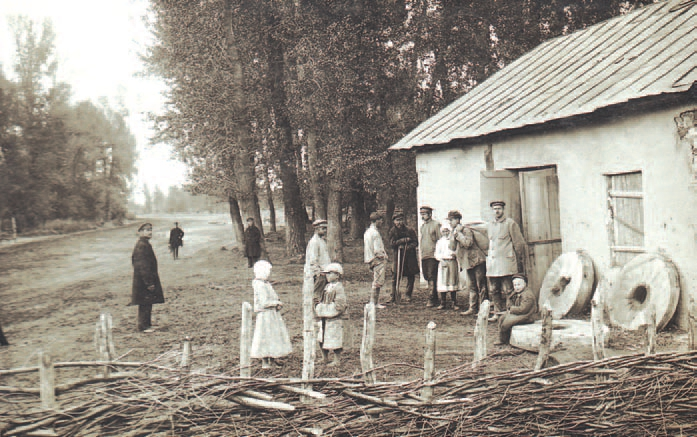
Staniza Luhanska

Eine Staniza (russisch станица staníca; ukrainisch станиця stanýcja; deutscher Plural Stanizas oder Stanizen; (veraltet) auch Stanitza/ -en) ist eine Kosakensiedlung, heute vor allem in Russland und der Ukraine.

## Historische Entwicklung
Im Russischen Reich des 15. bis 17. Jahrhunderts wurden als Staniza kleinere (60–100 Mann) aus „Dienstleuten“ und Kosaken bestehende Kavallerieeinheiten bezeichnet, die in die südlichen Steppen zur Grenzsicherung und Beobachtung der Bewegungen der Krimtataren entsandt wurden. Im Unterschied zu den normalen Grenzwachttruppen unternahmen diese Stanizen zur Aufklärung, Gefangennahme oder auch Vernichtung kleinerer Tatareneinheiten weite Züge in die Steppen jenseits der südlichen und südöstlichen Grenzen des Reiches.
Im 16. bis 18. Jahrhundert wurden auch „Botschaften“ der Kosakentruppen zum Russischen Zaren nach Moskau und später Sankt Petersburg als Staniza bezeichnet. In jedem Winter wurde eine Winterstaniza (russisch зимовая станица/ simowaja staniza) mit den wichtigsten Dokumenten und Geschenken entsandt, die im Gegenzug den Sold für die Truppen zurückbrachte. Diese Stanizen bestanden aus bis zu 20 Mann, manchmal von einem Ataman angeführt. Daneben wurden im Verlaufe des Jahres drei bis vier „leichte Stanizen“ entsandt, bestehend aus drei bis fünf Mann. Die Anzahl dieser Stanizen nahm im Verlaufe des 18. Jahrhunderts allmählich ab. Gegen Ende des Jahrhunderts wurden sie schließlich ganz aufgegeben, mit Ausnahme der Winterstaniza der Ural-Kosaken, welche Fisch und Kaviar an den Zaren lieferte.
Im Russland des 17. bis 18. Jahrhunderts begann man auch Siedlungen der Kosaken als Staniza zu bezeichnen. Im 19. Jahrhundert wurden daraus offizielle administrativ-territoriale Einheiten bzw. im engeren Sinne deren Zentren, vor allem in den ursprünglichen Siedlungsgebieten der Kosaken im europäischen Teil Russlands und im Vorland des Kaukasus. In den anderen Siedlungsgebieten, z. B. Sibirien, wurden diese Siedlungen zwar informell auch als Stanizen bezeichnet, hatten jedoch nicht den offiziellen administrativen Status.

### Organisation
Zu einer Staniza konnten mehrere kleinere Dörfer gehören. Die Kosakenbevölkerung einer Staniza bildete die Stanizengemeinschaft (russisch станичное общество), deren Organ die Stanizenversammlung (russisch станичный сбор oder сход) war. Diese aus allen kosakischen Hausbesitzern (ab 1891 nur gewählten) bestehende Versammlung wählte ihrerseits die Stanizenverwaltung, bestehend aus Ataman, Helfer des Atamans und Schatzmeister, sowie das Stanizengericht. Außerdem verteilte die Versammlung das Land und die Pflichten der einzelnen Gemeinschaftsmitglieder, verwaltete das gemeinsame Getreidelager sowie die Schule. Das Stanizengericht verhandelte kleinere straf- und zivilrechtliche Fälle.

## Heutiger Status
Im heutigen Russland wurde der in Zeiten der Sowjetunion eingeführte formelle administrative Status beibehalten. Eine Staniza ist damit eine vorrangig von Kosaken bewohnte Siedlung dörflichen Typs auf dem Territorium der traditionellen Hauptsiedlungsgebiete der Kosaken (im Föderationskreis Südrussland).
Es gibt Stanizen in den Regionen Krasnodar (192) und Stawropol (32), den Oblasten Rostow (67) und Wolgograd (40) sowie den Republiken Adygeja (6), Inguschetien, Kabardino-Balkarien (5), Karatschai-Tscherkessien (6), Nordossetien-Alanien (7) und Tschetschenien (Anzahlen nach offizieller russischer Ortsklassifikation OKATO, Stand 2006; Angaben für Inguschetien und Tschetschenien fehlen).

### Bedeutende Stanizen
Einige Stanizen haben heute mehr Einwohner als viele russische Kleinstädte und durchaus städtischen Charakter. Trotzdem wurde nur in Ausnahmefällen Stadtrecht verliehen, wie 1999 an Michailowsk (zuvor Schpakowskoje) mit heute 70.981 Einwohnern (Stand 14. Oktober 2010), welches allerdings nur bis 1870 den Status Staniza besaß und seither als Selo gemischt bevölkert war. 2015 wurde die bislang mit 61.598 Einwohnern (2010) bevölkerungsreichste Staniza Ordschonikidsewskaja (ursprünglich Sunschenskaja, später Slepzowskaja) in der Republik Inguschetien, in der jedoch spätestens seit den Tschetschenienkriegen faktisch keine Kosaken mehr lebten, in eine Siedlung städtischen Typs und 2016 in eine Stadt umgewandelt sowie im gleichen Jahr in Sunscha umbenannt.
Viele größere Stanizen fungieren als Verwaltungszentren von Rajons, so auch die meisten der unten aufgeführten mit einer Bevölkerungszahl über 20.000, überwiegend in der Region Krasnodar (nach Daten der Volkszählung vom 14. Oktober 2010).
| Name             | Russisch        | Einwohner | Föderationssubjekt |
| ---------------- | --------------- | --------- | ------------------ |
| Kanewskaja       | Каневская       | 44.386    | Krasnodar          |
| Leningradskaja   | Ленинградская   | 36.940    | Krasnodar          |
| Dinskaja         | Динская         | 34.848    | Krasnodar          |
| Pawlowskaja      | Павловская      | 31.327    | Krasnodar          |
| Starominskaja    | Староминская    | 29.809    | Krasnodar          |
| Kuschtschowskaja | Кущёвская       | 28.362    | Krasnodar          |
| Poltawskaja      | Полтавская      | 26.490    | Krasnodar          |
| Tbilisskaja      | Тбилисская      | 25.317    | Krasnodar          |
| Sewerskaja       | Северская       | 24.867    | Krasnodar          |
| Jelisawetinskaja | Елизаветинская  | 24.755    | Krasnodar          |
| Nowotitarowskaja | Новотитаровская | 24.754    | Krasnodar          |
| Otradnaja        | Отрадная        | 23.204    | Krasnodar          |
| Brjuchowezkaja   | Брюховецкая     | 22.139    | Krasnodar          |
| Nesterowskaja    | Нестеровская    | 21.937    | Inguschetien       |
| Jessentukskaja   | Ессентукская    | 20.166    | Stawropol          |